# Agnar (mitologia)
Agnar è un personaggio della mitologia norrena, figlio di Hróarr e Ögn, che compare nella saga norrena chiamata Hrólfs saga kraka ok kappa hans.
Quando Hróarr e Helgi (suo fratello) uccisero lo zio Fróði, ottennero il trono di Danimarca. Tuttavia Hróarr rinunciò ad essere re e si trasferì in Northumbria, dove sposò Ögn figlia del re Norðri; Helgi divenne perciò l'unico re di Danimarca e diede in dono al fratello un prezioso anello, cimelio di famiglia.
Tuttavia un altro membro della famiglia desiderava una parte dell'eredità di Halfdan, padre di Hróarr e Helgi, e cioè il figlio della sua figlia primogenita Signý, Hrókr. Egli si recò prima da Helgi, che però rifiutò di dargli un terzo del regno; poi andò in Northumbria a reclamare almeno l'anello di Hróarr. Quando questi rifiutò di darglielo, Hrókr chiese di poterlo almeno vedere, poi l'afferrò e lo gettò nell'acqua; Hróarr si infuriò moltissimo, fece tagliare i piedi di Hrókr e lo rispedì indietro alle sue navi. Hrókr non riuscì a sopportare un tale affronto, così tornò con una grande armata e uccise Hróarr; Helgi vendicò poi il fratello tagliando anche le braccia di Hrókr.
Il figlio di Hróarr e cugino di Hrókr, Agnar, in seguito recuperò l'anello dall'acqua, e con quest'impresa guadagnò grande fama; si dice che Agnar divenne anche più grande del padre.
Ci sono due versioni della leggenda: infatti, oltre che nella Hrólfs saga kraka ok kappa hans, questi personaggi appaiono anche nel poema epico anglosassone Beowulf. I nomi sono però diversi: Hróarr nella saga corrisponde a Hroðgar nel poema, Helgi a Halga, Halfdan a Healfdene; inoltre si suppone che anche Ögn, figlia di un re dell'Inghilterra, sia da identificare con Wealhþeow, che alcune fonti (Saga degli Skjöldungar) e il nome della sua famiglia (i Wulfing, identificabili forse con i Wuffing dell'Anglia orientale) dicono essere originaria dell'Inghilterra. Perciò di conseguenza Agnar (figlio di Hróarr e Ögn) potrebbe essere identificato con Hreðric e Hroðmund (figli di Hroðgar e Wealhþeow); non ci sono tuttavia tracce della leggenda del ritrovamento dell'anello narrata dalla Hrólfs saga kraka ok kappa hans nelle storie che riguardano i due fratelli.